# Хавиер Серкас
Хавиер Серкас (на испански: Javier Cercas) е испански каталонски журналист колумнист, преводач и писател на произведения в жанра социална драма, трилър, криминален роман и исторически роман.

## Биография и творчество
Хосе Хавиер Серкас Мена е роден на 6 април 1962 г. в Ибаернандо, Испания, в семейството на селски ветеринарен лекар. Когато е четиригодишен, се премества със семейството си в Жирона, където учи при йезуитите. По време на юношеството си започва да се интересува от литература и кино. През 1985 г. завършва испанска филология в Автономния университет на Барселона, а по-късно получава докторска степен по същата специалност от Университета на Барселона с дисертация за писателя и режисьор Гонсало Суарес.
След дипломирането си работи две години в Университета на Илинойс в Ърбана-Шампейн, където пише и първия си роман. От 1989 г. работи като професор по испанска литература в университета в Жирона. Освен това пише статии и рецензии за различни вестници. По-късно става редовен сътрудник на каталунското издание и неделното приложение на вестник „Ел Паис“. След като живее няколко години в Барселона, през 1999 г. се завръща със съпругата и сина си в Жирона.
Първият му роман „Мобилният“ е издаден през 1987 г. До 2000 г. е малко известен писател, но е подкрепен от чилийския писател Роберто Боланьо да продължи да пише. През 2001 г. е издаден романът му „Войници на Саламин“, който го прави световноизвестен писател и е удостоен с много награди. След него напуска работата си в университета и се посвещава на писателската си кариера. През 2003 г. романът е екранизиран в едноименния филм.
Следващият му роман, „Скоростта на светлината“, е издаден през 2005 г. Обявен е за книга на годината и също печели различни награди. В следващите си романи, „Анатомия на момента“ (2009), „Законите на границата“ (2012), „Измамникът“ (2014) и „Монархът на сенките“ (2017), авторът поддържа силен интерес към историческите периоди на Гражданската война в Испания и испанския преход след франкизма и е част от група известни испански писатели, третиращи тези теми. Книгата му „Измамникът“ получава наградата за европейска книга за 2016 г.
През 2019 г. е издаден трилърът му „Тера Алта“ от едноименната поредица. В историята собствениците на голямата фирма в района Тера Алта, Каталония, са намерени убити след жестоки изтезания. Разследването се поема от младия полицай и страстен читател Мелчор Марин, преместен от Барселона преди четири години, с тъмно минало зад гърба си, превърнало го в легенда за колегите. Романът получава наградата „Планета“.
Творчество на Серкас е фундаментално наративно и се характеризира със смесица от литературни жанрове, използване на свидетелства, в които се смесват истински и измислени факти, и смесица от хроника и есе с белетристика.
Произведенията на писателя са преведени на повече от 20 езика по света. Самият той превежда съвременни каталонски автори и Хърбърт Уелс.
Хавиер Серкас живее със семейството си в Жирона.

## Произведения

### Самостоятелни романи
- El móvil (1987)[2][3][5]
- El inquilino (1989)
- El vientre de la ballena (1997)
- Soldados de Salamina (2001)[1]
- La velocidad de la luz (2005)
- Anatomía de un instante (2009)
- Las leyes de la frontera (2012)
- El impostor (2014) – награда за европейска книга[4]
- El monarca de las sombras (2017)

### Поредица „Тера Алта“ (Terra Alta)
1. Terra Alta (2019) – награда „Планета“[1][2][4]
Тера Алта, изд. „Тонипрес“ (2023), прев. Ангелина Димитрова
2. Independencia (2021)
3. El castillo de Barbazul (2022)

### Документалистика
- La obra literaria de Gonzalo Suárez (1993)[2][4]
- El punto ciego (2016)

### Преводи
- El hombre que se perdió (1992) – от Франсеск Трабал
- El país de los ciegos y otros relatos (1997) – от Хърбърт Уелс
- Guadalajara (1997) – от Ким Монзо
- La gran novela sobre Barcelona (1998) – от Серхи Памиес
- Àlbum Galmés (2002) – от Понч Пучдевал
- Ochenta y seis cuentos (2003) – от Ким Монзо
- Splassshf (2004) – от Ким Монзо

### Екранизации
- 2003 Soldados de Salamina
- 2017 El autor – с Хавиер Гутиерес
- 2021 Las leyes de la frontera